# Teodora Inácia Gomes
Teodora Inácia Gomes (ur. 13 września 1944 w Empadzie) – polityczka i działaczka na rzecz praw kobiet; uczestniczka walki o wyzwolenie Gwinei Portugalskiej spod rządów Portugalii; wiceprzewodnicząca Afrykańskiej Partii Niepodległości Gwinei i Zielonego Przylądka (PAIGC).

## Życiorys
Przez rodzinę nazywana „Obono”, jest jednym z sześciorga dzieci Inácio Pedro Gomesa. Miała czterech braci i jedną siostrę. Jako chrześcijanka uczęszczała do szkoły katolickiej. Jej ojciec w młodym wieku wyemigrował do Porto. Był jednym z nielicznych Gwinejczyków, którzy studiowali za granicą. Nawiązał kontakt z Portugalską Partią Komunistyczną. Był później wzorcem działania dla córki. Matka, Nhanha da Silva, pochodziła z grupy etnicznej o matrylinearnej organizacji. Oboje rodzice Teodory działali w ruchu wyzwolenia Gwinei Portugalskiej spod rządów Portugalii.
W 1962 Teodora Gomes przyłączyła się do walki zbrojnej. Rok wcześniej, w wieku 17 lat, został członkinią Afrykańskiej Partii Niepodległości Gwinei i Republiki Zielonego Przylądka (PAIGC). Ściśle współpracowała z Amílcarem Cabralem. Pracowała również jako lekarka i nauczycielka. Przeszła szkolenie wojskowe i dowodziła jednostką złożoną z 95 kobiet. W 1963 walczyła o niepodległość u boku Titiny Silá. W sierpniu 1963 kobiety wyjechały do ZSRR na staż polityczny. Teodora posługiwała się 9 językami.
W 1964 otrzymała stypendium i wyjechała na studia do Kijowa. Tam włączyła się w działanie młodzieżowych i kobiecych ruchów społecznych. Szerzyła ideały i cele ruchu PAIGC i walki zbrojnej o niepodległość rodzinnego kraju. Ukończyła studia z zakresu pedagogiki dziecka. W 1966 wróciła do Konakry, gdzie pracowała jako nauczycielka w Jardim Escola de Ratoma (Instituto Amizade). W latach 1969–1971 była dyrektorką szkoły.
Gdy w 1974 Gwinea Portugalska uzyskała niepodległość jako Gwineaa Bissau, Gomes została wybrana do Narodowego Zgromadzenia Ludowego Gwinei Bissau z ramienia PAIGC. W 1976 została wybrana jedną z czterech wiceprzewodniczących Towarzystwa Przyjaźni Gwinejsko-Radzieckiej. Była członkinią Demokratycznej Unii Kobiet Gwinei i Republiki Zielonego Przylądka, organizacji utworzonej w Konakry, która istniała w latach 1961–1966.
Jako polityczka działała na rzecz praw kobiet. Odegrała kluczową rolę w delegalizacji okaleczania żeńskich narządów płciowych w Gwinei Bissau. Zaproponowała ustawodawstwo chroniące prawa byłych bojowników o niepodległość państwa, przepisy dotyczące zdrowia reprodukcyjnego, przeciwko handlowi nieletnimi, dotyczące planowania rodziny i zakazujące przemocy wobec kobiet. W 2015 uczestniczyła w konferencji Międzynarodówki Socjalistycznej w Luandzie. Współpracuje z organizacją pozarządową, której celem jest podnoszenie świadomości politycznej i zwiększenie liczby kobiet w polityce.